# Mistrzostwa Węgier w Skokach Narciarskich 2016
Mistrzostwa Węgier w Skokach Narciarskich 2016 – rozegrane w dniach 29–30 października w kompleksie skoczni Bloudkova velikanka w Planicy zawody mające za zadanie wyłonić najlepszych skoczków w kraju.
Drugiego dnia rywalizacji rozegrano konkurs indywidualny seniorów na skoczni K125, w którym triumfował jedyny startujący w stawce Flórián Molnár. Oprócz mistrzostw seniorów, wyłoniono mistrzów kraju w niższych kategoriach wiekowych.

## Wyniki

### Mężczyźni

#### Konkurs indywidualny – K125
| Msc. | Zawodnik       | Klub       | I seria | II seria | Punkty |
| ---- | -------------- | ---------- | ------- | -------- | ------ |
| 1.   | Flórián Molnár | Kőszegi SE | 118,0 m | 125,0 m  | 204,4  |